# Oncocnemis utahensis
Oncocnemis utahensis là một loài bướm đêm trong họ Noctuidae.